# Quai Georges-Gorse
Le quai Georges-Gorse est un quai de la Seine situé à Boulogne-Billancourt dans les Hauts-de-Seine, en France.

## Situation et accès

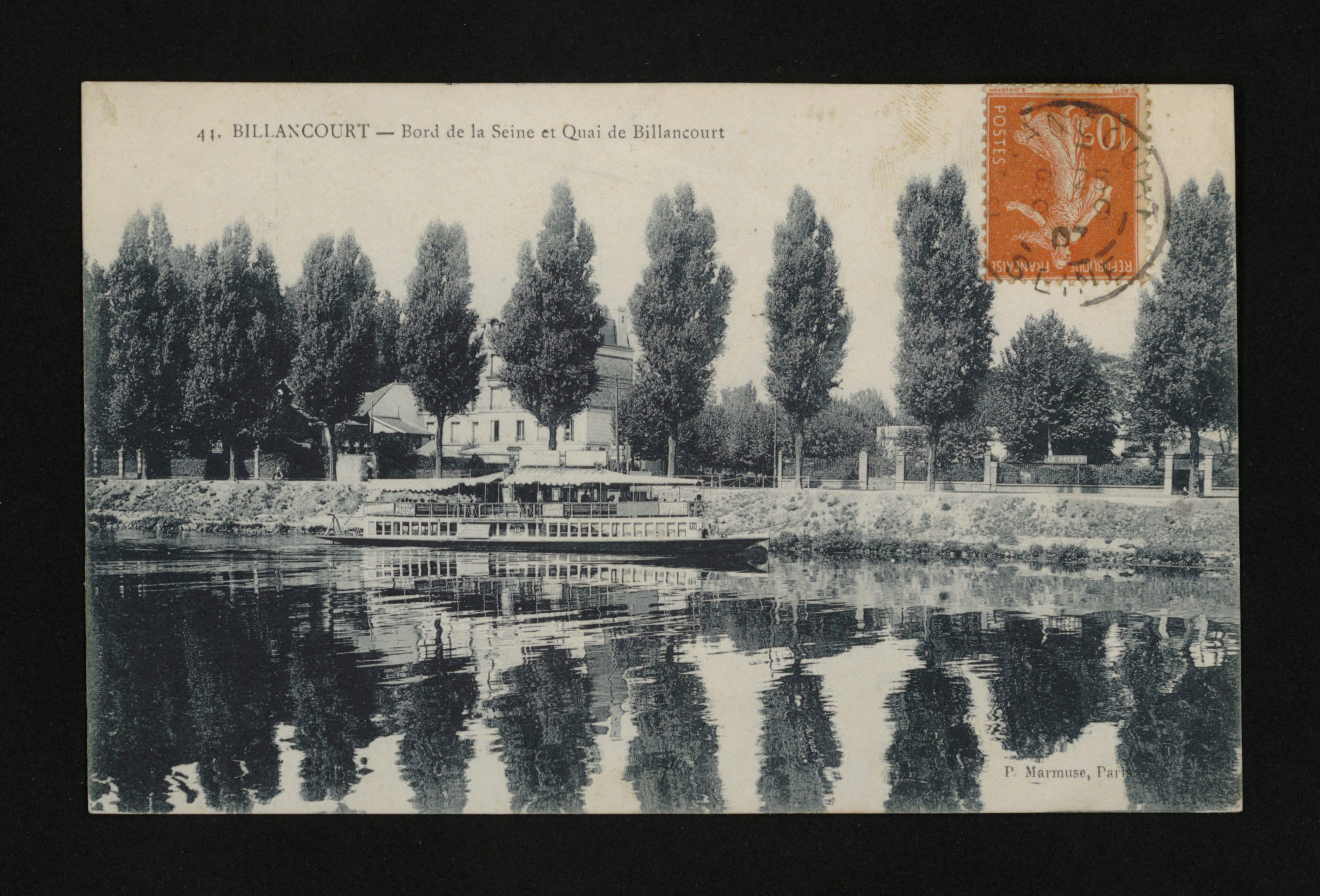
Les bords de la Seine et le quai de Billancourt, vers 1910.

Le quai Georges-Gorse part du pont de Sèvres et suit le tracé de la route départementale 1. Il se termine à l'est, au droit de l'avenue Pierre-Lefaucheux.
Sa desserte ferroviaire est assurée par la station de métro « Pont de Sèvres » sur la ligne 9 du métro de Paris.

## Origine du nom

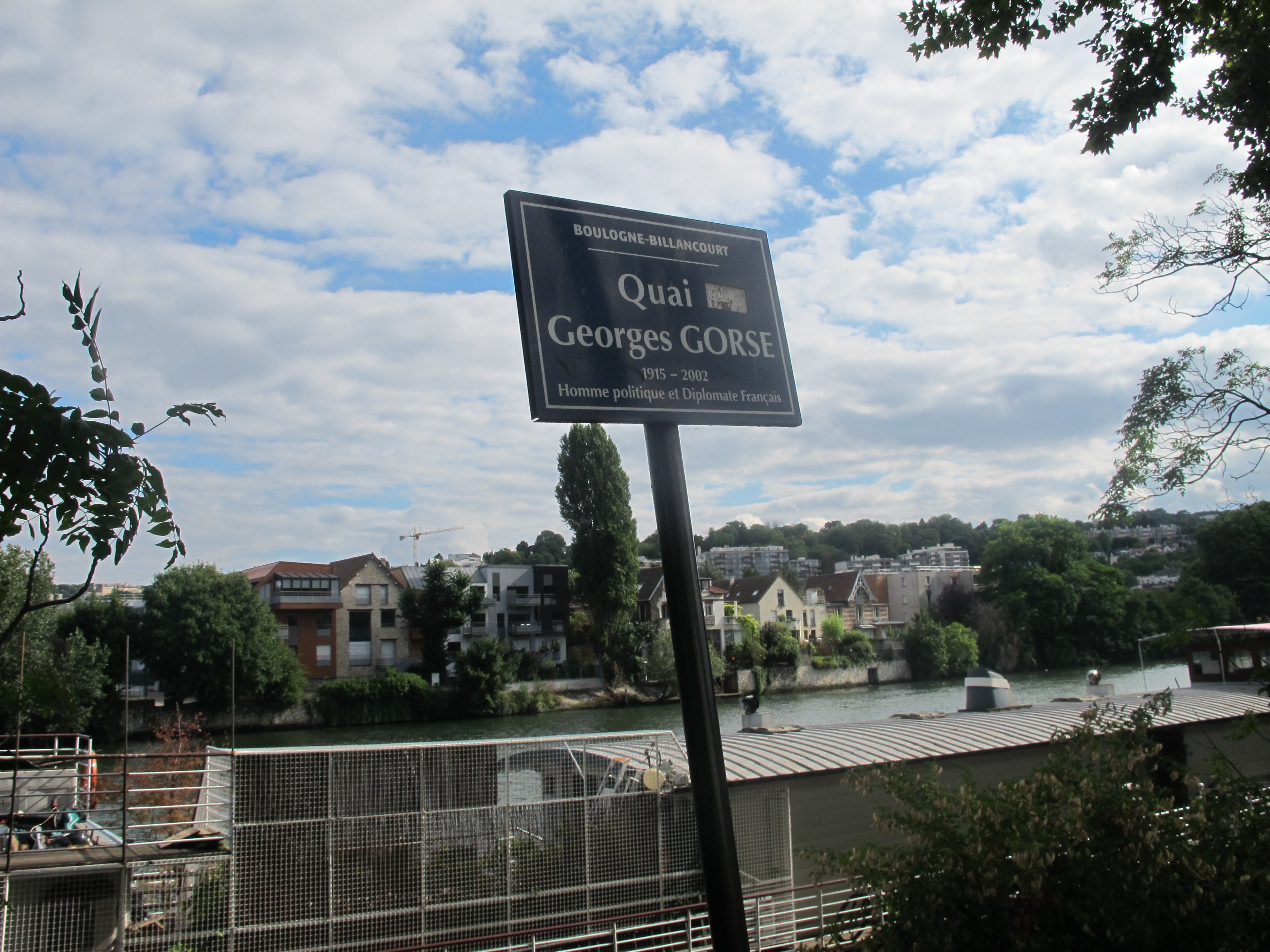
Plaque du quai.

Ce quai s'appelait autrefois le « quai de Billancourt »,. Il tient aujourd'hui son nom de Georges Gorse, homme politique et diplomate français. Il fut notamment maire de Boulogne-Billancourt de 1971 à 1991.

## Historique

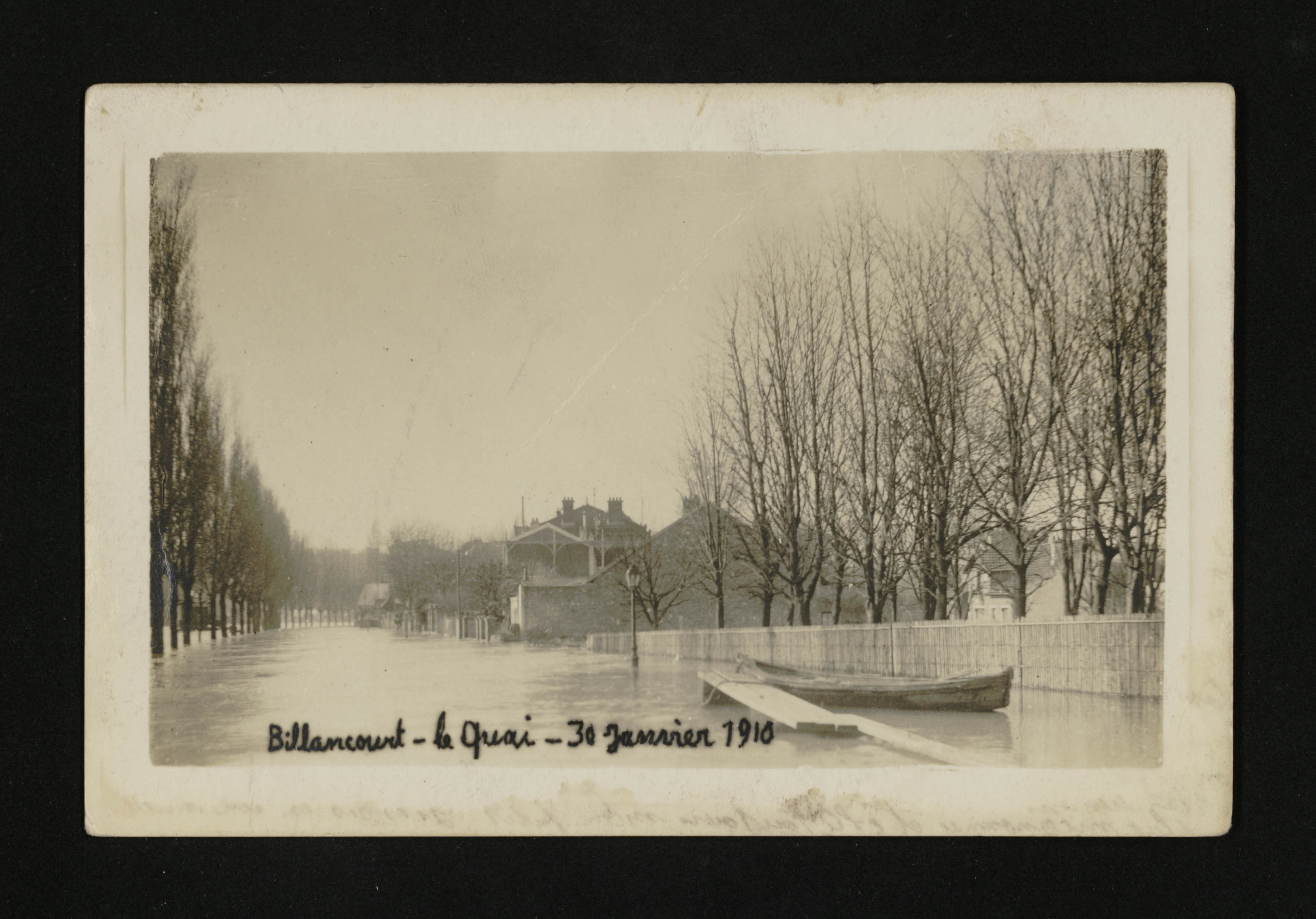
Le quai de Billancourt lors de la crue de la Seine de 1910.

Des travaux d'aménagements sont entrepris en 2021, dans la continuité des travaux du projet du Grand Paris Express.

## Bâtiments remarquables et lieux de mémoire

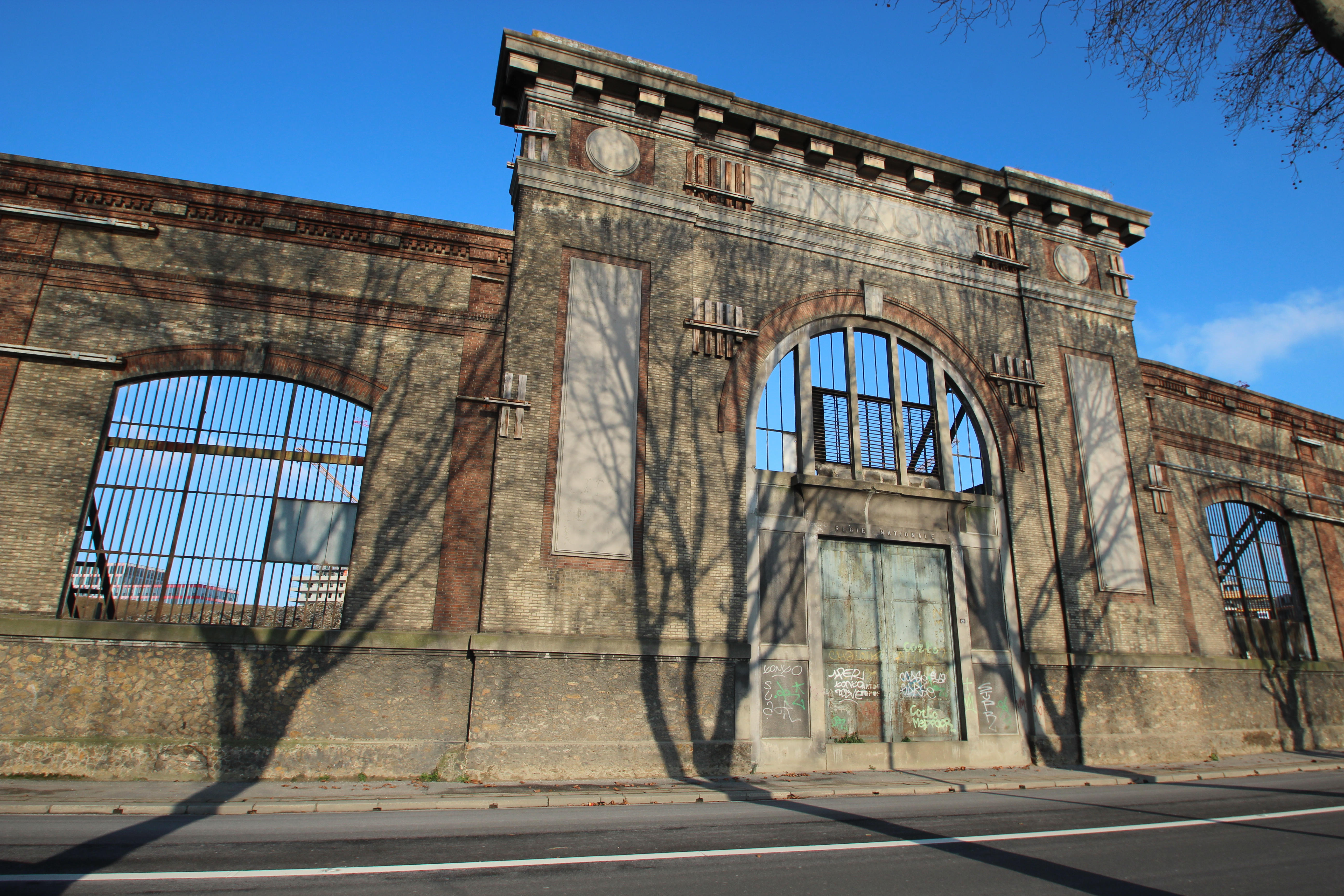
Portail de l'ancienne usine Renault le long du quai.

- Porte de l’artillerie, un des derniers vestiges de l’usine Renault, réalisée en 1916. Elle donnait accès à l’atelier du même nom. Elle est démolie en 2020[6].
- Au no 41, autrefois, se trouvait la villa Mauresque, représentative de l'engouement pour l'Orient entre 1860 et 1910. L'aviatrice Élisa Deroche y habita[7], ainsi que le peintre Georges Croegaert avec son épouse Jeanne Fleury. Cette villa fut détruite en 1919[8].
- Au no 68, le bâtiment Métal 57,  ancien site de Renault inauguré en 1984, et conçu par Claude Vasconi[9]. Acquis par BNP Paribas Real Estate en 2017, il sera reconverti[10].